# Mughiphantes falxus
Mughiphantes falxus Tanasevič & Saaristo, 2006 è un ragno appartenente alla famiglia Linyphiidae.

## Etimologia
Il nome proprio della specie deriva dal sostantivo latino falxus, dal significato di falce, e si riferisce alla lamella del pedipalpo a forma di falce, caratteristica di questa specie

## Caratteristiche
Gli esemplari maschili hanno lunghezza totale 1,75 mm; il cefalotorace è lungo 0,88 mm x 0,63 mm.

## Distribuzione
La specie è stata rinvenuta nel Nepal: l'olotipo maschile è stato reperito nella gola di Walungchung, presso Ladza Khola, nel Distretto di Taplejung, in alcuni rododendri a 4100 metri di altitudine; un paratipo femminile è stato rinvenuto salendo verso Tangje La, a nordovest della medesima gola, a 4400 metri di altitudine

## Tassonomia
Al 2013 non sono note sottospecie e non sono stati esaminati nuovi esemplari dal 2006.